# Ali Beratlıgil
Ali Beratlıgil (İzmit, 1931. október 21. – Isztambul, 2016. február 1.) török labdarúgó, hátvéd, edző
A török válogatott színeiben részt vett az 1954-es labdarúgó-világbajnokságon.